# Матра (коммуна)
Матра (фр. Matra, корс. Matra) — коммуна во Франции, находится в регионе Корсика. Департамент коммуны — Верхняя Корсика. Входит в состав кантона Моита-Верде. Округ коммуны — Корте.
Код INSEE коммуны — 2B155.

## Население
Население коммуны на 2008 год составляло 51 человек.
| 1962 | 1968 | 1975 | 1982 | 1990 | 1999 | 2008 |
| ---- | ---- | ---- | ---- | ---- | ---- | ---- |
| 26   | 62   | 72   | 73   | 63   | 43   | 51   |

## Экономика
В 2007 году среди 25 человек в трудоспособном возрасте (15—64 лет) 11 были экономически активными, 14 — неактивными (показатель активности 44,0 %, в 1999 году было 59,1 %). Из 11 активных работали 11 человек (8 мужчин и 3 женщины), безработных не было. Среди 14 неактивных 8 человек были пенсионерами, 6 были неактивными по другим причинам.